# Il tempo della nostra vita (soap opera)
Il tempo della nostra vita (Days of Our Lives) è una soap opera statunitense, creata da Ted Corday, Irna Phillips e Allan Chase, nata nel 1965 e trasmessa tuttora negli Stati Uniti dal network NBC. Dal 2022 si sposta sulla piattaforma in rete Peacock.
La soap opera è stata trasmessa per la prima volta in Italia dal febbraio al maggio 1985 con il titolo Passano gli anni, passano i giorni su Rete A per poi essere replicata col titolo I giorni della nostra vita. Successivamente è stata trasmessa su Italia 7 come Il tempo della nostra vita da giugno 1992 fino a marzo 1993 con un nuovo doppiaggio e un salto temporale di alcuni anni (episodi stagione USA 1987-88). In questa occasione la sigla di apertura era la canzone Don't Give Up di Peter Gabriel e Kate Bush.
La soap opera ha dato vita, inoltre, a uno spin-off: Days of Our Lives: Beyond Salem per due stagioni dal 2021 al 2022 (in totale di 10 puntate) e un film natalizio Days of Our Lives: A Very Salem Christmas nel 2021, entrambe sono state trasmesse sulla piattaforma streaming Peacock.
Negli Stati Uniti Il tempo della nostra vita riuscì ad arrivare ad essere la soap opera più seguita nella stagione 1973-1974 (a pari merito con altre due soap: Destini sempre della NBC e Così gira il mondo della CBS).

## Trama
La soap opera racconta gli amori ed intrighi degli abitanti della cittadina immaginaria di Salem, nell'Illinois, dove si consumano tradimenti, matrimoni e divorzi di diversi nuclei familiari appartenenti a diversi ceti sociali, il tutto sullo sfondo dell'ambito ospedaliero, dove i protagonisti lavorano. La soap opera inizia raccontando le vicende della famiglia Horton, guidata dal patriarca Dr. Tom Horton e da sua moglie Alice, attorno a loro ruotano gli amori e le tragedie di altri personaggi. Nel 1980 sono introdotte le famiglie Brady, DiMera e Kiriakis, che rapidamente alimentano le loro rivalità accanto agli Horton, portando scompiglio a Salem.

## Personaggi ed interpreti

### Personaggi principali attuali
- Shawn Douglas Brady (1987, 1990–2008, 2015–in corso) interpretato da Brandon Beemer e in precedenza da Noel Bennett Castle, da Paul Zachary, da Scott Groff, da Collin O'Donnell e da Jason Cook.
- Johnny DiMera (2007-2014, 2021-in corso), interpretato da Carson Boatman e in precedenza da Ethan e Morgan, Mark Hapka, Ranger e Wiley Murphree, Gabriel e Gideon, Jonathan e Jacob Velarde e da Aaron e Griffin Kunitz.
- Chanel Dupree DiMera (2021-in corso), interpretata da Raven Bowens e in precedenza da Precious Way.
- Jada Hunter (2022-in corso), interpretata da Elia Cantu.
- Kayla Brady Johnson (1982-1983, 1986-1992, 2006-in corso), interpretata da Mary Beth Evans, e in precedenza da Catherine Mary Stewart e Rhonda Aldrich, doppiata in precedenza da Esther Ruggiero.
- E.J. DiMera (1997–1998, 2006–2014, 2018, 2021-in corso), interpretato da Daniel Feuerriegel e in precedenza da Avalon, Dillon e Vincent Ragone, James Scott e Trey Baxter.
- Chad DiMera (2009-in corso), interpretato da Billy Flynn e in precedenza da Casey Deidrick.
- Rafe Hernandez (2008-in corso), interpretato da Galen Gering.
- Sarah Horton Kiriakis (1981-1983, 1985-1991, 2018-in corso), interpretata da Linsey Godfrey e in precedenza da Colin Lewis, Anthony Seaward, Katie Krell, Lisa Brinegar, Shauna Lane-Block, Aimee Brooks e Alli Brown.
- Marlena Evans (1976-1987, 1991-2009, 2011-in corso), interpretata da Deidre Hall.
- Paulina Price Carver (2021-in corso), interpretata da Jackée Harry.
- Tate Black (2015-2018, 2023-in corso), interpretato da Leo Howard ed in precedenza da Peter e Thomas, Matthew e Nathan Scott, da Jacob e Wyatt Walker, da Colin e Kyle Shroeder e da Jamie Martin Mann.
- Gabi Hernandez (2009-in corso), interpretata da Cherie Jimenez e in precedenza da Gabriela Rodriguez e da Camila Banus.
- Stephanie Johnson (1990–1992, 2006–2011, 2017, 2022-in corso), interpretata da Abigail Klein e in precedenza da Amanda e Jessica Gunnarson, Shayna Rose e da Shelley Hennig.
- Belle Black (1993–2008, 2015–in corso), interpretata da Martha Madison e in precedenza da Brianna e Chalice Fischette, da Brianna e Brittany McConnell, da Ashlyn e Kaylyn Messick, da Chelsea Butler, da Kirsten Storms e da Charity Rahmer.
- Brady Black (1992-2005, 2008-in corso), interpretato da Eric Martsolf e in precedenza da Kyle Lowder.
- Cat Greene (2024-in corso), interpretata da AnnaLynne McCord.
- Steve Johnson (1985–1990, 2006–2009, 2015-in corso), interpretato da Stephen Nichols, doppiato in precedenza da Alberto Sette.
- Holly Jonas (2016-in corso), interpretata da Ashley Puzemis ed in precedenza da Cara e Sienna Gwartz, Oakley e Taytum Fisher, da Harlow e Scarlett Mallory e da Elin Alexander.
- Abe Carver (1981-in corso), interpretato da James Reynolds, doppiato in precedenza da Riccardo Montanaro.
- Leo Stark (2018-2020, 2022-in corso), interpretato da Greg Rikaart.
- Maggie Horton Kiriakis (1973-in corso), interpretata da Suzanne Rogers, doppiata in precedenza da Clara Droetto.
- Roman Brady (1981-1984, 1991-1994, 1997-in corso), interpretato da Josh Taylor e in precedenza da Wayne Northrop, doppiato in precedenza da Sergio Troiano.
- Xander Kiriakis (2015-in corso), interpretato da Paul Telfer.
- Julie Olson Williams (1965-1984, 1990-1994, 1996, 1999-2014, 2016-in corso), interpretata da Susan Seaforth Hayes e in precedenza da Charla Doherty, Catherine Dunne e da Catherine Ferrar.
- Alex Kiriakis (1989-1991, 2022-in corso), interpretato da Robert Scott Wilson e in precedenza da Jonathan Thornton.

### Personaggi ricorrenti attuali
- Eli Grant (2017-in corso), interpretato da Lamon Archey.
- Jack Devaraux (1987-1998, 2001-2007, 2011-2012, 2016-2022, 2024-in corso), interpretato da Matthew Ashford e in precedenza da Joseph Adams, James Acheson, Steve Witmer, Mark Valley, Steve Wilder e da Jon Lindstrom, doppiato in precedenza da Claudio Moneta.
- Clint Rawlings (2023-in corso), interpretato da Grayson Berry.
- Sophia Choi (2024-in corso), interpretata da Rachel Boyd ed in precedenza da Madelyn Kientz.
- Javi Hernandez (2024-in corso), interpretato da Al Calderon.
- Rita Lesley (2024-in corso), interpretata da Maggie Carney.
- Thomas DiMera (2015-in corso), interpretato da Cary Christopher e in precedenza da Grace e Jeffrey G., Elowen e Willow S., Justin Allan e Asher Morrissette e da Henry Witcher.
- Bonnie Lockhart Kiriakis (2000-2007, 2017-in corso), interpretata da Judi Evans e in precedenza da Robin Riker e da Kathy Connell.
- Felicity Greene (2024-in corso), interpretata da Kennedy Garcia.
- Charlotte DiMera (2018-in corso), interpretata da Autumn Gendron e in precedenza da Matilda Hanna e Chloe Teperman e da Olivia e Oakley Rondou.
- Kristen DiMera (1993-1998, 2012-2015, 2017-in corso), interpretata da Stacy Haiduk e in precedenza da Eileen Davidson.
- Rachel Black (2019-in corso), interpretata da Alice Halsey ed in precedenza da Jospehine e Rosalind May, da Emma, Kate e Miller Kamienski e da Finley Rose Slater.
- Victoria Kiriakis (2023-in corso), interpretata da Amelia e Kennedy Hileman ed in precedenza dalle gemelle Kerr.
- Melinda Trask (2013, 2016-in corso), interpretata da Tina Huang e in precedenza da Laura Kai Chen.
- Anna Fredericks DiMera (1982-1986, 2007-2010, 2017-2023, 2025-in corso), interpretata da Leann Hunley.
- Ciara Brady Weston (2007-in corso), interpretata da Victoria Konefal ed in precedenza da Dakoda e Danica Hobbs, da Lauren Boles e da Vivian Jovanni.
- Kate Roberts (1977–1978, 1979, 1993–1995, 1996-in corso), interpretata da Lauren Koslow e in precedenza da Elaine Princi e da Deborah Adair.
- Justin Kiriakis (1987-1991, 2009-in corso), interpretato da Wally Kurth, doppiato in precedenza da Roberto Freddi.
- Wei Shin (2014, 2019, 2022-2023, 2025-in corso), interpretato da Clyde Kusatsu ed in precedenza da Donald Li e da Michael Hagiwara.
- Philip Kiriakis (1995–2011, 2015–2016, 2019–2021, 2023-in corso) interpretato da John-Paul Lavoisier e in precedenza da Shane Nicholas, da Brandon Tyler, da Jay Kenneth Johnson e da Kyle Brandt.
- Will Horton (1995–2015, 2017–2023, 2025-in corso) interpretato da Chandler Massey e in precedenza da Shawn e Taylor Carpenter, da Darian Weiss, da Christopher Gerse, da Dylan Patton e da Guy Wilson.
- J.J. Deveraux (2004–2006, 2013–2020, 2022, 2024-in corso) interpretato da Casey Moss e in precedenza da Tyler Lake, da Nick e Jave Ravo e da Jacob e Micah Reeves.
- Amy Choi (2024-in corso), interpretata da Shi Ne Nielson.
- Gwen Rizczech (2020–in corso), interpretata da Emily O'Brien.
- Tony DiMera (1981-1985, 2007-2009, 2019-2023, 2025-in corso), interpretato da Thaao Penghlis.
- Jennifer Horton Deveraux (1976-1979, 1985-1998, 2000-2006, 2010-in corso), interpretata da Melissa Reeves e in precedenza da Maren Stephenson, Jennifer Peterson, Stephanie Cameron e da Cady McClain, doppiata in precedenza da Sonia Mazza.
- Arianna Horton (2013-2022, 2025-in corso), interpretata da Marissa Reyes ed in precedenza da Harper e Sydnee Udell, da Sydney Brower e da Lane Rosa.
- Lani Price Grant (2015–in corso), interpretata da Saleisha Stowers.
- Sami Brady (1984–1992, 1993–2015, 2017-2022, 2025-in corso), interpretata da Alison Sweeney e in precedenza da Ronit Aranoff, Lauren Bundy, Jessica Davis, Tiffany Palma, Ashleigh Sterling, Christina Wagoner e da Dan Wells.
- Aaron Greene (2024-in corso), interpretato da Louis Tomeo.
- Eric Brady (1984-1992, 1997-2000, 2012-in corso), interpretato da Greg Vaughan e in precedenza da Edward Palma, Bradley Hallock, da Jensen Ackles e da Jason Gerhardt.

### Personaggi ed interpreti in partenza
- Chad DiMera (2009-2026), interpretato da Billy Flynn e in precedenza da Casey Deidrick.
- Javi Hernandez (2024-2026), interpretato da Al Calderon.

### Personaggi ed interpreti in arrivo
- Chad DiMera (2009-in corso), interpretato da Conner Floyd e in precedenza da Casey Deidrick e da Billy Flynn.

### Ritorni
- Mike Horton (1968–1982, 1985–1990, 1994-1999, 2010, 2022, 2025-in corso) interpretato da Roark Critchlow e in precedenza da Kyle Puerner, da Wade Holdsworth, da Brian Andrews, da Bobby Eilbacher, da Eddie Rayden, da Alan Decker, da John Amour, da Dick DeCoit, da Stuart Lee, da Wesley Eure, da Paul Coufus e da Michael T. Weiss.
- Marie Horton (1965–1968, 1970–1971, 1973, 1977, 1979–1985, 1994, 1996, 2010, 2024, 2025-in corso) interpretata da Maree Cheatham ed in precedenza da Lanna Saunders e da Katherine Woodville.

### Personaggi usciti di scena
- Tom Horton (1965-1994), interpretato da Macdonald Carey.
- Alice Horton (1965-2007), interpretata da Frances Reid.
- Mickey Horton (1965-2006, 2008), interpretato da Kevin Dobson e in precedenza da John Clarke, Richard Voigts e da John Ingle.
- Tony Merritt (1965–1967) interpretato da Ron Husmann e in precedenza da Richard Colla e da Don Briscoe.
- Craig Merritt (1965–1967) interpretato da David McLean e in precedenza da Harry Lauter.
- Tommy Horton (1967–1973, 1975-1980) interpretato da John Lupton.
- Addie Horton (1965–1966, 1971–1974) interpretata da Patricia Barry e in precedenza da Patricia Huston.
- Bill Horton (1965–1980, 1987–1988, 1991–1994, 2010) interpretato da John H. Martin e in precedenza da Paul Carr, Edward Mallory e da Christopher Stone.
- Laura Horton (1966–1980, 1993–1999, 2003, 2010, 2013, 2016, 2018, 2021) interpretata da Jaime Lyn Bauer e in precedenza da Floy Dean, da Susan Flannery, da Susan Oliver e da Rosemary Forsyth.
- Ben Olson (1965) interpretato da Robert Knapp.
- Steve Olson (1965–1966, 1972, 1978–1980, 2024) interpretato da Stephen Schnetzer e in precedenza da Flip Mark e da James Carroll Jordan.
- Kitty Horton (1967-1969) interpretata da Regina Gleason.
- Sandy Horton (1967–1972, 1982–1984) interpretata da Pamela Roylance e in precedenza da Astrid Warner, da Heather North e da Martha Smith.
- Jessica Blake (1980–1982, 2012) interpretata da Jean Bruce Scott.
- Lucas Horton (1993-2010, 2012-2024), interpretato da Bryan Dattilo.
- Melissa Horton (1971, 1975–1980, 1982–1988, 1990–1991, 1994, 1996, 2002, 2010) interpretata da Lisa Trusel e in precedenza da Joseph Trent Everett, Matthew Bowman, da Kim Durso, da Debbie Lytton e da Camilla Scott.
- Doug Williams (1970-1984, 1986-1987, 1993-1996, 1999-2024), interpretato da Bill Hayes.
- Hope Williams Brady (1974–1981, 1983–1987, 1990, 1994–2020, 2022-2025), interpretata da Kristian Alfonso e in precedenza da Kristina Osterhaut, Kimberley Webber, Natasha Ryan e da Tammy Taylor.
- David Banning (1967–1983) interpretato da Gregg Marx e in precedenza da Chad Eric Barstad, da Jeffrey William, da Steve Doubet e da Richard Guthrie.
- Valerie Grant (1975–1978, 1981–1982, 2016–2022) interpretata da Vanessa A. Williams e in precedenza da Tina Andrews, da Rose Fonseca e da Diane Sommerfield.
- Danny Grant (1978, 1981-1985) interpretato da Roger Aaron Brown e in precedenza da Michael Dwight Smith.
- Doug Williams III (2024-2025), interpretato da Peyton Meyer.
- Zack Brady (2000–2006, 2008–2009, 2016, 2025) interpretato da Brandon Butler e in precedenza da Alyssa e Lauren Libby, da Max e Sam Christy, da Garrett e Spencer Gray e da Scott Shilstone.
- Jeremy Horton (1989, 2007) interpretato da Trevor Donovan e in precedenza da Jeremy Allen e da Jeffrey Clark.
- Harper Deveraux (1986–1988, 1990–1992) interpretato da Joseph Campanella.
- Anjelica Deveraux (1987-1991, 2017-2018) interpretata da Judith Chapman e in precedenza da Jane Elliot, da Shelley Taylor Morgan e da Morgan Fairchild.
- Abigail Deveraux (1992–1998, 2000–2007, 2011–2022) interpretata da Marci Miller e in precedenza da Megan Corletto, da Jillian Clare, da Ashley Benson, da Emily Montague e da Kate Mansi.
- Allie Horton (2007–2014, 2020–2023) interpretata da Lindsay Arnold e in precedenza da Elle e Ithaca Kremer, da Charlotte e Stella Penfield, da Kallie Lynn, da Ella e Anna Gietzen e da Carolyn e Campbell Rose.
- Henry Horton (2020-2023), interpretato da Nash e Clyde Gunderson e in precedenza da Delaney e Parker Evans e da Jayna e Kinsley Fox.
- Nick Fallon (2006–2009, 2012–2014, 2021, 2023) interpretato da Blake Berris.
- Nathan Horton (2009-2011) interpretato da Mark Hapka.
- Shawn Brady (1983–2008) interpretato da Drew Snyder e in precedenza da Frank Parker, da Lew Brown, da Peter MacLean e da Tanner Maguire.
- Caroline Brady (1983-2016) interpretata da Peggy McCay e in precedenza da Jody Carter, da Barbara Beckley e da Holgie Forrester.
- Colleen Brady (2007–2008) interpretata da Shirley Jones.
- Eric Brady I (1982-1984) interpretato da Scott Marlowe e in precedenza da Robert Hanley.
- Bo Brady (1983–1987, 1990–2012, 2015–2016, 2022-2023, 2025), interpretato da Peter Reckell e in precedenza da Robert Kelker-Kelly.
- Kimberly Brady (1984–1994, 1996–1998, 2002–2004, 2008, 2010, 2013–2016) interpretata da Patsy Pease e in precedenza da Anne Howard, da Ariana Chase e da Casey Wallace.
- Frankie Brady (1986–1988, 1990–1991, 2005–2006) interpretato da Billy Warlock.
- Max Brady (1986–1988, 1990–1992, 2005–2010) interpretato da Darin Brooks e in precedenza da Michael Rhoton, da Adrian Arnold e da Ryan Brennan.
- Carrie Brady (1982–1999, 2005–2006, 2010–2012, 2017–2019, 2025) interpretata da Christie Clark e in precedenza da Andrea Barber e da Tracy Middendorf, doppiata in precedenza da Luciana Littizzetto.
- Rex Brady (2002-2005, 2018-2023, 2025), interpretato da Kyle Lowder e in precedenza da Eric Winter.
- Cassie Brady (2002–2005) interpretata da Alexis Thorpe.
- Chelsea Brady (1998, 2004–2009, 2023) interpretata da Rachel Melvin e in precedenza da Mandy Musgrave.
- Claire Brady (2005–2008, 2015–2021) interpretata da Isabel Durant e in precedenza da Olivia e Ava White, da Alina Foley e da Olivia Rose Keegan.
- John Black (1985-2009, 2011-2025), interpretato da Allan Wayne Anderson ed in precedenza da Robert Poynton e da Drake Hogestyn.
- Tori Narita (2015), interpretata da Hira Ambrosino.
- Paul Narita (2014-2018, 2023-2025), interpretato da Christopher Sean.
- Tim Robicheaux (2023), interpretato da Dick Van Dyke.
- Neil Curtis (1974–1991) interpretato da Joseph Gallison ed in precedenza da Ben Archibek.
- Liz Chandler (1980-1986, 2024), interpretata da Gloria Loring.
- Stefano DiMera (1982–1983, 1984–1985, 1988, 1991, 1993–2001, 2006–2017, 2019–2020) interpretato da Stephen Nichols ed in precedenza da Joseph Mascolo.
- Susan Banks (1996–1998, 2011, 2014, 2017–2019, 2021-2023, 2025), interpretata da Stacy Haiduk ed in precedenza da Eileen Davidson.
- Daphne DiMera (1982-1984) interpretata da Madlyn Rhue.
- André DiMera (1983–1984, 1993–1996, 2002–2005, 2007, 2015–2019, 2022) interpretato da Thaao Penghlis.
- Stefan DiMera (2017-2019, 2022-2024), interpretato da Brandon Barash ed in precedenza da Tyler Christopher.
- Jake DiMera (2020-2023) interpretato da Brandon Barash.
- Renée DuMonde DiMera (1981-1984) interpretata da Philece Sampler.
- Megan Hathaway DiMera (1984-1985, 2022-2023) interpretata da Miranda Wilson.
- Dimitri von Leuschner (2023), interpretato da Peter Porte.
- Vivian Alamain (1992–2000, 2009–2011, 2017–2021, 2023-2025), interpretata da Louise Sorel ed in precedenza da Marj Dusay, da Robin Strasser e da Linda Dano.
- Lexie Carver (1987–1990, 1992–2012, 2021) interpretata da Jennifer Lee ein precedenza da Cyndi James Gossett, da Angelique Francis, da Shellye Broughton e da Renee Jones.
- Theo Carver (2003-2004, 2006-2018, 2020-2023), interpretato da Cameron Johnson (attore) e in precedenza da Kavi Faquir, Terrell Ransom Jr., e Kyler Pettis.
- Orpheus (1986-1987, 2016, 2020-2023, 2025), interpretato da George DelHoyo.
- Evan Frears (1987, 2019-2022), interpretato da Brock Kelly.
- Claire McIntyre (1999) interpretata da Marla Adams.
- Benjy Hawk (1988–1990, 2006–2007) interpretato da Jim Lunsford e in precedenza da Darrell Thomas Utley.
- Rachel Blake (1995-1996, 2025), interpretata da Roslyn Gentle ed in precedenza da Pat Delany e da Ann Hamilton.
- Peter Blake (1993–1998) interpretato da Jason Brooks.
- Diana Colville (1987–1989, 2019, 2024) interpretata da Judith Chapman ed in precedenza da Genie Francis, doppiata in precedenza da Germana Pasquero.
- Samantha Evans (1977–1980, 1982, 1992, 2008) interpretata da Deidre Hall ed in precedenza da Andrea Hall.
- Hattie Adams (2000-2001, 2004, 2016-2020, 2024-2025), interpretata da Deidre Hall e in precedenza da Andrea Hall.
- Trista Evans (1983-1984) interpretata da Barbara Crampton.
- Fay Walker (1999-2003, 2009-2011) interpretata da Valerie Wildman.
- Brandon Walker (1999–2005) interpretato da Matt Cedeno.
- Nicole Walker (1998-2006, 2008-2024), interpretata da Arianne Zucker.
- Taylor Walker (1998–1999, 2011) interpretata da Tamara Braun ed in precedenza da Katherine Ellis e da Natalia Livingston.
- Paul Mendez (1999–2001) interpretato da Eddie Velez ed in precedenza da James Bladon e da David Carrera.
- Olivia Price (2021-2023), interpretata da Marla Gibbs.
- Tamara Price (1986-1987, 2019-2020), interpretata da Marilyn McCoo.
- Curtis Reed (1993–1995, 1997, 1999–2001) interpretato da Nick Benedict.
- Billie Reed (1992–1999, 2002–2008, 2012–2013, 2018, 2021) interpretata da Lisa Rinna e in precedenza da Krista Allen e da Julie Pinson.
- Austin Reed (1992–2002, 2005–2006, 2011–2012, 2017, 2019, 2021) interpretato da Austin Peck e in precedenza da Patrick Muldoon.
- Lee DuMonde (1979-1982) interpretata da Brenda Benet.
- Celeste Perrault (1994–2007, 2012) interpretata da Beverly Todd ed in precedenza da Tanya Boyd.
- Gina Von Amberg (1998-2001, 2012, 2017, 2019-2020) interpretata da Kristian Alfonso.
- Greta Von Amberg (1998-2002) interpretata da Julianne Morris ed in precedenza da Jamie Taylor e da Brittany Lee Carr.
- Victor Kiriakis (1985–1997, 1999–2022) interpretato da John Aniston.
- Deimos Kiriakis (2016-2017, 2021) interpretato da Vincent Irizarry.
- Sonny Kiriakis (2011-2024), interpretato da Zach Tinker ed in precedenza da Freddie Smith (attore).
- Susan Hunter (1966–1976) interpretata da Bennye Gatteys e in precedenza da Denise Alexander.
- Don Craig (1971-1985), interpretato da Jed Allan.
- Isabella Toscano (1989–1992, 1995, 2000, 2002–2003, 2010) interpretata da Staci Greason.
- David Lockhart (2000, 2002, 2007) interpretato da William Bumiller e in precedenza da Ian Patrick Williams.
- Mimi Lockhart (1999-2007, 2018) interpretata da Farah Fath e in precedenza da Doren Fein.
- Patrick Lockhart (2004–07) interpretato da Brody Hutzler.
- Connor Lockhart (1999–2000, 2007) interpretato da Noah G. Segan e in precedenza da Austin Wolff.
- Summer Townsend (2016, 2020) interpretata da Marie Wilson.
- Wilhelm Rolf (1997–2003, 2007–2008, 2017-2024), interpretato da Richard Wharton e in precedenza da William Utay.
- Daniel Jonas (2008–2017, 2020) interpretato da Shawn Christian.
- Janice Barnes (1975–1978, 1987–1988) interpretata da Elizabeth Storm e in precedenza da Martha Nix.
- Melanie Jonas (2008–2012, 2014–2016) interpretata da Molly Burnett.
- Carly Manning (1990–1993, 2009–2011) interpretata da Crystal Chappell.
- Duke Johnson (1987, 1990–1992) interpretato da James Luisi.
- Jo Johnson (1987-1993, 2002-2003, 2005-2007) interpretata da Marilyn McIntyre e in precedenza da Joy Garrett.
- Adrienne Johnson (1986–1991, 2007–2008, 2010–2020) interpretata da Judi Evans.
- Joey Johnson (2008-2009, 2012-2017, 2020, 2022-2023), interpretato da Tanner Stine e in precedenza da Brody e Jonas, Jadon Wells e da James Lastovic.
- Tripp Johnson (2017-2024), interpretato da Lucas Adams.
- Stuart Whyland (1981-1982) interpretato da Robert Alda.
- Shane Donovan (1984–1992, 2002, 2010, 2012–2013, 2016–2017, 2021, 2023, 2025), interpretato da Charles Shaughnessy, doppiato in precedenza da Donato Sbodio.
- Andrew Donovan IV (1986-1992, 1996-1997, 2023-2025), interpretato da Colton Little ed in precedenza da Robert Eliot Canko, Brandon Amber, Justin Page, Sky Rumph, Bradley Michael Pierce e da Brian Davila.
- Eve Donovan (1987–1991, 2014–2020, 2023) interpretata da Kassie DePaiva e in precedenza da Charlotte Ross.
- Theresa Donovan (1990–1992, 1996–1997, 2013–2016, 2018, 2023-2025), interpretata da Emily O'Brien ed in precedenza da Hannah Taylor Simmons, Emily e Alicia Pillatzke, Caitlin Wachs, Gabriella Massari e da Jen Lilley.
- Harris Michaels (1988, 2023-2024), interpretato da Steve Burton.
- Marcus Hunter (1987-1992) interpretato da Richard Biggs.
- Talia Hunter (2023) interpretata da Aketra Sevillian.
- Johnny Corelli (1990-1991) interpretato da Antony Alda.
- Jill Stevens (1996–1997) interpretata da Sarah Aldrich.
- Craig Wesley (1997–2003, 2005, 2009, 2022), interpretato da Kevin Spirtas.
- Nancy Wesley (1998-2005, 2013, 2016–2017, 2019, 2022, 2024), interpretata da Patrika Darbo.
- Chloe Lane (1999–2005, 2007–2011, 2013, 2015–2023) interpretata da Nadia Bjorlin.
- Joy Wesley (2003-2005, 2024-2025), interpretata da AlexAnn Hopkins ed in precedenza da Aisling Acuna.
- Jan Spears (1999–2005, 2019, 2020-2022), interpretata da Heather Lindell e in precedenza da Natalie Ramsey, Heather Lauren Olson e da Martha Madison.
- Ivan Marais (1992–2000, 2011, 2020-2021, 2024), interpretato da Ivan G'Vera.
- Martino Vitali (2008) interpretato da Joe Penny.
- Angelo Vitali (2008, 2017, 2021) interpretato da Angelo Tiffe.
- Ava Vitali (2008, 2015-2016, 2020-2025), interpretata da Tamara Braun.
- Eduardo Hernandez (2015–2017, 2020) interpretato da A Martinez.
- Adrianna Hernandez (2016) interpretata da Alma Delfina.
- Arianna Hernandez (2009–2010) interpretata da Lindsay Hartley e in precedenza da Felisha Terrell.
- Dario Hernandez (2011, 2016-2017) interpretato da Jordi Vilasuso e in precedenza da Francisco San Martin.
- Paige Larson (2014–2015, 2017, 2020) interpretata da True O'Brien.
- Arnold Feniger (2011, 2024-2025), interpretato da Galen Gering.
- Mia McCormick (2009–2010) interpretata da Taylor Spreitler.
- Aiden Jennings (2014-2016), interpretato da Daniel Cosgrove.
- Chase Jennings (2014-2016), interpretato da Jonathon McClendon ed in precedenza da Connor Kalopsis.
- Li Shin (2019-2024), interpretato da Remington Hoffman.
- Wendy Shin (2022-2024), interpretata da Victoria Grace.
- Serena Mason (2014-2015, 2017), interpretata da Melissa Archer.
- Annabelle (2016) interpretata da Alisa Alapach.
- Simone Michaels (2016) interpretata da Siena Goines.
- Hal Michaels (2016–2017) interpretato da Real Andrews.
- Jade Michaels (2016–2017) interpretata da Gabrielle Haugh ed in precedenza da Paige Searcy.
- Charlie Dale (2020–2022) interpretato da Mike Manning.
- Clyde Weston (2014-2024), interpretato da James Read.
- Ben Weston (2014–2023) interpretato da Robert Scott Wilson e in precedenza da Justin Gaston.
- Jordan Ridgeway (2013–2015, 2019-2020) interpretata da Chrishell Hartley.
- Haley Chen (2018–2020) interpretata da Thia Megia.
- Kevin Lambert (2001-2002, 2007, 2019, 2025), interpretato da Chadwick Hopson e in precedenza da Brett Lawrence e da Robert Benvenisti.
- Sloan Petersen (2022-2024), interpretata da Jessica Serfaty ed in precedenza da Natasha Hall.
- Colin Bedford (2023) interpretato da Jasper Newman.
- Whitley King (2023, 2025), interpretata da Kim Coles.
- Konstantin Meleounis (2023-2024), interpretato da John Kapelos.
- Everett Lynch/Bobby Stein (2023-2024), interpretato da Blake Berris.
- Alana (2024), interpretata da Erin Wu.
- Rebecca Goldman (2024), interpretata da Christy St. John.
- Connie Viniski (2024), interpretata da Julie Dove.
- Catharina Greene (2024), interpretata da Susan Elena Matus ed in precedenza da Ellie Patrikios.
- Fiona Cook (2024), interpretata da Serena Scott Thomas.
- Mark Greene (2024-2025), interpretato da Jonah Robinson.
- Kerry Youmans (2024-2025), interpretato da Derek Yates.
- Jeffrey Russell (2025), interpretato da Michael Dietz.